# Bolsa de Malta

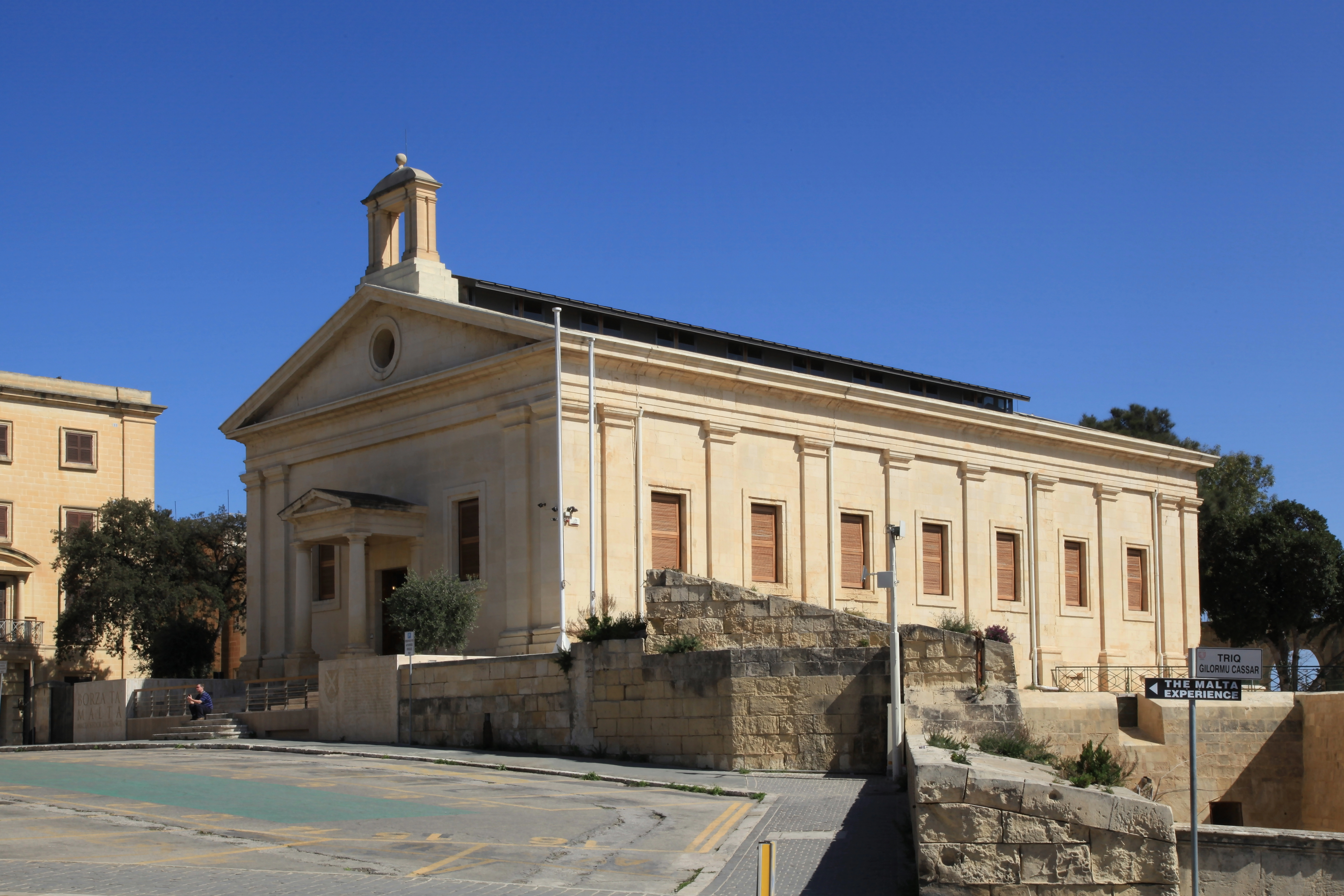
Bolsa de Malta

La Bolsa de Malta (Borza ta' Malta en maltés, Malta Stock Exchange en inglés) es la única bolsa de Malta. Está ubicada en La Valeta, en una antigua capilla militar sobre el puerto de la ciudad.
La Bolsa comenzó su actividad en 1992, tras ser creada por una ley de 1991, y es pequeña pero muy activa. Está dirigida por un Consejo, encabezado por un Presidente, que es el responsable de aceptar las solicitudes de cotización bursátil y supervisar que las empresas representadas en bolsa cumplen sus obligaciones.